# Atlantochelys
Atlantochelys mortoni
Genre
Espèce
Atlantochelys est un genre éteint de tortues marines géantes, de la famille des Protostegidae, qui a vécu au Crétacé supérieur. Connu par des restes très fragmentaires, on sait peu de choses à son sujet.
Une seule espèce est rattachée au genre : Atlantochelys mortoni.

## Découverte et description
La première mention qui est faite du genre est parue dans le Proceedings of the Academy of Natural Sciences of Philadelphia, du 13 mars 1849, où sont rapportées deux interventions de Louis Agassiz :

« Professor Agassiz made some observations upon the Crocodilus clavirostris of Morton, and characterized it as a distinct genus under the proposed name Sphenosaurus. He also referred to the remains of an immense fossil Chelonian, in the collection of the Academy, and found in the green sand of New Jersey. Being allied to the Colossochelys of India, Professor Agassiz proposed for it the name of Atlantochelys mortoni »

« Le Professeur Agassiz a fait quelques observations concernant le Crocodilus clavirostris de Morton, et l'a caractérisé comme un genre distinct, sous le nom proposé de Sphenosaurus. Il a également fait référence aux restes d'un immense Chélonien fossile, dans la collection de l'Académie, et trouvé dans le grès vert du New Jersey. Jusque-là rapproché du Colossochelys d'Inde, le Professeur Agassiz a proposé pour lui le nom d'Atlantochelys mortoni. »

Le seul fossile connu à ce jour est un fragment d'humérus, dont subsiste la moitié proximale. Cet humérus ressemble à celui de Desmatochelys par son aspect, mais il est beaucoup plus fin. L'humérus entier devait avoir une taille avoisinant celui d' Archelon, dont il diffère cependant par l'aspect. Il semble indiquer, quoi qu'il en soit, un animal d'une très grande taille.
Le site exact est inconnu, mais l'on sait que le fossile a été extrait dans les grès verts du Crétacé du Comté de Burlington, au New Jersey
Ren Hirayama a classé le genre au sein de la famille des Protostegidae en 1997.

### Espèce proche
Lehman et Tomlinson notent, en 2004 les similitudes existant entre l'espèce qu'ils décrivent, Terlinguachelys fishbecki, et l'unique fossile connu d'Atlantochelys ; les environnements de dépôts des deux espèces correspondent également. Compte tenu des différences de proportions, il est peu probable que les deux appartiennent à la même espèce ; toutefois, les auteurs envisagent que les deux espèces puissent être apparentées.

### Dimensions
Compte tenu de la nature fragmentaire des restes fossilisés, il est très difficile d'avoir une idée précise de la taille d’Atlantochelys. O. P. Hay estime que l'humérus doit avoir des dimensions similaires à celui d’Archelon, quoique sa forme soit assez différente. Selon Lehman & Tomlinson, Atlantochelys serait à peu près deux fois plus grand que Terlinguachelys, pour lequel la longueur de la carapace est estimée à 1,5 m. Ces différentes estimations donnent l'image d'une tortue de très grande dimension, dépassant les trois mètres de long, des dimensions comparables à celles des autres tortues marines géantes, comme Archelon, Protostega, ou Cratochelone.

## Synonymes
Sans doute en raison du manque de fossiles, les genres Atlantochelys et Protostega ont été souvent confondus, et considérés comme synonymes. Dans ce cas, la règle d'antériorité s'appliquant, c'est le terme d'Atlantochelys qui est conservé (Protostega n'a été décrit qu'en 1872), et « Atlantochelys gigas » est un synonyme courant de Protostega gigas.
Othniel Charles Marsh lui-même, peut-être parce que le genre Protostega a été décrit par son grand rival, le paléontologue américain Edward Drinker Cope, n'en reconnaît pas la validité, et ne mentionne jamais le terme de « Protostega », lui préférant celui d'Atlantochelys.
Comme Marsh, de nombreux paléontologues utilisent le terme d'Atlantochelys pour décrire plusieurs espèces de Protostegidae, rattachées au genre Protostega ou à d'autres. Il en résulte une grande confusion de la description du genre, notamment en ce qui concerne son abondance et sa distribution, car un grand nombre de sources traitant d'Atlantochelys font en réalité mention d'autres espèces.
- Atlantochelys gigas voir Protostega gigas
- Atlantochelys tuberosa voir Neptunochelys tuberosa

### Pneumatoarthrus peloreus
Pneumatoarthrus peloreus est également une tortue marine fossile de grande taille, décrite par Cope en 1870, sur la base de restes partiels. Comme pour de nombreux fossiles incomplets, il est difficile d'émettre un avis définitif et tranché sur le statut de Pneumatoarthrus peloreus, mais il est généralement admis qu'il s'agit de la même espèce qu’Atlantochelys mortoni. Pneumatoarthrus peloreus reste donc un nomen dubium, et doit être considéré, au moins pour le moment, comme un synonyme plus récent d’Atlantochelys mortoni.

## Nouvelle découverte
En 2014, l'autre partie de l'humérus a été découvert.